# Feeding Frenzy
Feeding Frenzy (tạm dịch: Cá lớn nuốt cá bé)  là một trò chơi do Sprout Games phát triển trên hệ máy Xbox 360 và PlayStation 3. Ban đầu được phát hành trên Xbox 360 vào ngày 15/03/2006, trò này xếp thứ 17 trong bảng xếp hạng các game hay nhất trên Xbox 360.

## Cách chơi
Trong Feeding Frenzy, người chơi nhập vai là một chú cá đói bụng. Game có 40 màn, giữa các màn người nhập vai thành 5 loài cá khác nhau. Người chơi có nhiệm vụ cho chú cá mà mình điều khiển ăn các loài cá nhỏ để tăng kích thước, tránh bị những loài cá lớn hơn mình ăn thịt và dần dần có thể ăn tất cả các loài cá có kích thước khác nhau trên màn hình. Ngoài cá ra người chơi còn có thể ăn sao biển, ngọc trai và các sự trợ giúp như cá vàng (một loài cá bơi rất nhanh phát ra ánh sáng màu vàng nếu ăn được có tác dụng tăng kích thước nhanh chóng), ngọc sáng (làm tê liệt các loài khác), cá sát thủ (ăn hết các loài cá mà người chơi có thể ăn trên màn hình). Vào cuối màn chơi nếu người chơi không bị cá lớn ăn thịt thì một nàng tiên cá sẽ bơi qua và rải những ngôi sao biển để cộng điểm. Người cũng phải tránh những hiểm họa như bom, cá phóng xạ, các loài cá ăn thịt lớn, sứa và bị kẹp khi đang ăn ngọc trai.

## Các loài cá
- Cá Andy – là cá đầu tiên. Là cá thần tiên. Khả năng duy nhất của chú cá này là bơi nhanh.
- Cá Leon là loài cá thứ hai. Chú là cá mao tiên.Trong khi chơi cá Leon, bạn có thể sử dụng khả năng hút.
- Cá Eddie – là cá chơi thứ ba, là loài cá vây chân lưng gù. Người tạo ra Eddie có sai sót khi nói Eddie là cá đực, vì chỉ có cá vây chân lưng gù cái mới có kích thước lớn như trong game (trong khi cá đực chỉ lớn đến 3 cm).
- Cá JD – loài cá thứ tư. Là loài cá dây.
- Cá Orville – loài cá cuối cùng – Chú là Cá voi sát thủ.

## Đánh giá
Một đánh giá của IGN chỉ trích cơ khí đơn giản của tiêu đề và thiếu tổng thể của sâu, dẫn đến một số điểm 6,6 trong số 10 cho phiên bản Xbox 360. Xem xét các đề nghị rằng các trò chơi trực tuyến khác có thể giúp đỡ với nếu không hạn chế sức hấp dẫn lâu dài của tiêu đề.TeamXbox cũng nhận xét tiêu cực về những khó khăn của trò chơi là chơi lại, cho thấy nó có thể phù hợp hơn đối với trẻ em. Tuy nhiên, mặc dù là hơi nông cạn, TeamXbox kết luận rằng trò chơi vẫn có thể truy cập và vui vẻ.